# Allahverdi Khan (georgià)
Allahverdi Khan (mort 1613) fou un ghulam georgià de l'estat persa safàvida.
Abbas I el Gran va crear el cos de ghulams amb georgians, armenis i circassians presoners que foren coneguts com a ḡolāmān-e ḵāṣṣa-ye šarīfa, convertits a l'islam i entrenats pels serveis militars a disposició de la casa reial.
El 1589, un d'aquests ghulams, Allahverdi Khan, va acceptar matar Murshid Kuli Khan Ustadjlu, que havia esdevingut massa poderós. Com a recompensa va rebre el govern de Jorpadaqan prop d'Esfahan, amb rang de sultà. En endavant no va parar d'ascendir graus. El 1595/1596 era qullar-aqasi o comandant dels regiment de ghulams (o golams) que era un dels cinc principals oficis de l'estat. El mateix any fou nomenat governador de Fars, el primer ghulam que arribava a un govern tan important que fins aleshores només havien exercit els caps kizilbaixis. A més a més obria el camí pel que diverses províncies foren bestretes del poder dels caps kizilbaixis i convertides de mamaleks o províncies de l'estat a kassa o províncies de la corona (governades per intendents nomenats directament pel xa). El 1596/1597 li fou concedit el govern de la província de Kohgiluya convertida en kassa.
Abbas va crear el càrrec de sardar-i lashkar (comandant en cap de l'exèrcit) que va donar a Allahverdi Khan (que el portava el 1597/1598). Es va destacar en el camp de batalla i va obtenir una gran victòria sobre els uzbeks a Rebāṭ-e Parīān l'agost de 1598 que va permetre recuperar Herat després de deu anys d'ocupació uzbeka. Després de la victòria, seguint ordes del xa, va executar al cap kizilbaixis Farhad Khan Qaramanlu que també havia esdevingut massa poderós.
Allahverdi va esdevenir l'home més poderós de l'estat després del xa. El 1600 li fou encarregat, junt al britànic Sir Robert Sherley, la reorganització de l'exèrcit i els ghulams van passar de 4000 a 25000. El 1601/1602 va dirigir les operacions que van portar a l'annexió de la província de Bahrayn i va derrocar Ebrahim Khan, el governador de Lar (sud de Xiras). A més de governador de Fars, li fou concedit el govern de Lar i al seu fill Imamquli Beg el de Bahrayn. El 1603 fou un dels generals del xa Abbas que prengué part en el setge d'Erevan, l'any següent fou enviat contra el comandant otomà Cigalazade, al qual va assetjar a la ciutat de Van. El 1605 encapçalà l'excercit del xa en la victòria de Sufiyan (nord de Tabriz) novament contra Cigalazade, el qual, davant la deserció dels cabdills kurds, hagué de retirar-se un cop més. Va participar en altres campanyes als fronts orientals i occidentals. Allahverdi Khan va morir el 3 de juny de 1613, el seu primogenit Imamquli Beg heretà el govern de Fars mentre el seu fill petit Davud obtenía una bona posició a la Cort del xa. Fou enterrat a Mashad.